# Eragrostis membranacea
Eragrostis membranacea är en gräsart som beskrevs av Eduard Hackel. Eragrostis membranacea ingår i släktet kärleksgrässläktet, och familjen gräs. Inga underarter finns listade i Catalogue of Life.